# 광주창조경제혁신센터
광주창조경제혁신센터(光州創造經濟革新센터, Gwangju Center for Creative Economy & Innovation)는 정부·지방자치단체·민간 간 협력을 통한 창조경제 실현 및 확산에 기여하기 위하여 설립된 재단법인이다. 2015년 1센터와 2센터가 동시에 개소하였으며, 1센터는 광주광역시 북구 첨단과기로 123 (오룡동) 광주과학기술원 1층에 있고, 2센터가 광주광역시 서구 천변좌로 268 KDB생명빌딩 16층에 있다.

## 관련 규정
- 창조경제 민관협의회 등의 설치 및 운영에 관한 규정[5]

## 연혁
- 2015년 1월 27일 광주창조경제혁신센터 개소식[6]

## 조직

### 대전창조경제혁신센터장
- 창조경제협의회

| 사업인프라지원본부 | 창조고용본부 | 창조사업본부 | 센터운영본부 |

## 같이 보기
| - 서울창조경제혁신센터 - 인천창조경제혁신센터 - 경기창조경제혁신센터 | - 강원창조경제혁신센터 | - 세종창조경제혁신센터 - 충북창조경제혁신센터 - 대전창조경제혁신센터 - 충남창조경제혁신센터 | - 전북창조경제혁신센터 - 빛가람창조경제혁신센터 - 전남창조경제혁신센터 - 광양창조경제혁신센터 | - 대구창조경제혁신센터 - 경북창조경제혁신센터 - 포항창조경제혁신센터 - 부산창조경제혁신센터 - 울산창조경제혁신센터 - 경남창조경제혁신센터 | - 제주창조경제혁신센터 | - 민관합동창조경제추진단 - 광주신용보증재단 - 광주그린카진흥원 - 광주정보문화산업진흥원 - 광주광역시경제고용진흥원 - 광주디자인센터 - 광주테크노파크 - 광주은행 |